# Wycker Waterpoort
De Wycker Waterpoort, ook wel Waterpoortje, vroeger ook Simon Mertenspoort, (Wycker) Kolenpoort of (Wycker) Batpoort, is een van oorsprong middeleeuwse waterpoort in de Nederlandse stad Maastricht. De poort ligt aan de Maaskade (Stenenwal) in het stadsdeel Wyck, op de plaats waar het straatje Waterpoort op de Maas uitkomt. De poort is sinds 1966 een rijksmonument.

## Geschiedenis
In het verleden is door lokale geschiedschrijvers geopperd dat de Waterpoort van Romeinse oorsprong zou zijn, of in elk geval al vóór 1275 de toegangspoort tot de Romeinse brug van Maastricht zou zijn geweest. Wegens de lage ligging kan de Waterpoort echter geen toegangspoort van een brug zijn geweest. Voor de vermeende Romeinse oorsprong zijn geen bewijzen voorhanden.
De waterpoort werd waarschijnlijk in de 14e eeuw gebouwd, als onderdeel van de Wycker stadsmuur, waarvan de bouw in 1318 begon. De poort gaf via een smalle poortdoorgang toegang tot een loskade aan de Maas. De eerste vermelding dateert uit 1377. In het cijnsboek van de Onze-Lieve-Vrouwekerk wordt gesproken van de "magnam portam que ducit ad Mosam" (de grote poort die op de Maas uitgeeft). In de stadsrekening van 1399-1400 wordt de poort vermeld als de Symon Mertynsport, genoemd naar de houthandelaar en raadslid Mertens. In de 16e eeuw komt de naam Koolpoort voor. In de 17e eeuw wordt ook gesproken van de Batpoort, hoewel die naam ook voor andere poorten werd gebruikt.

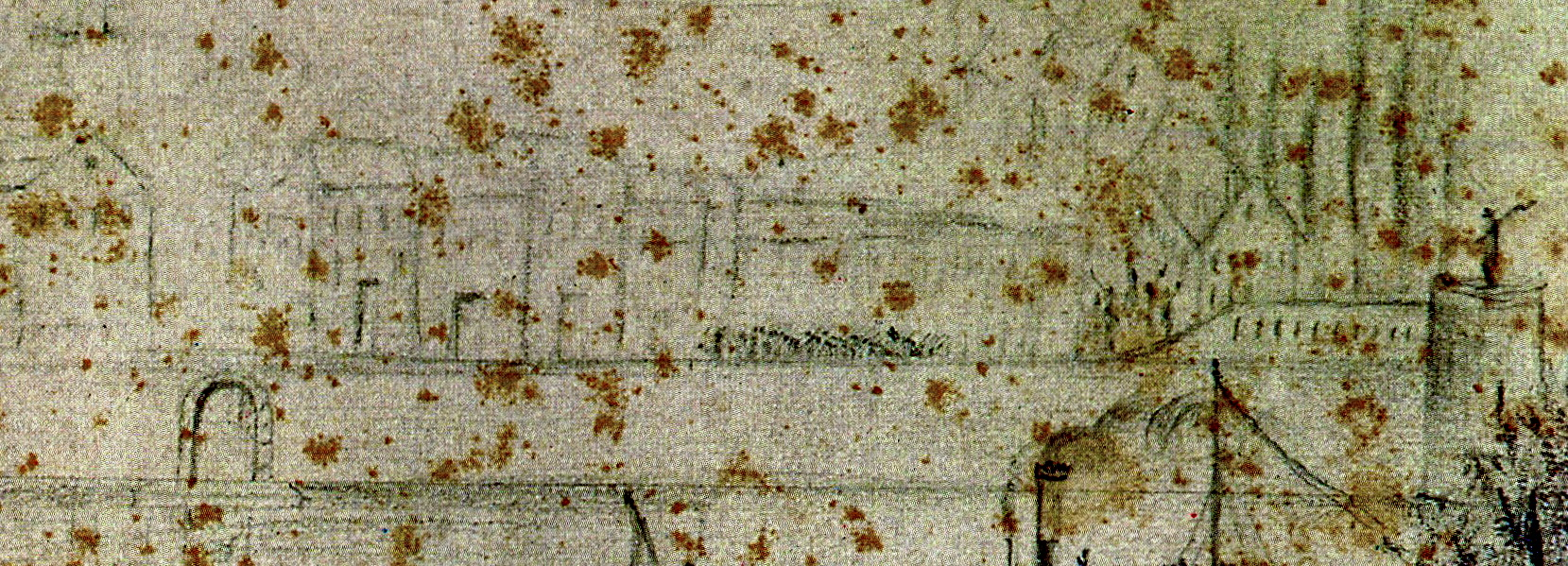
Amateurtekening (detail), midden 19e eeuw. Stenenwal, gezien vanaf het Bat. Links de Waterpoort. Rechts, moeilijk zichtbaar, een tweede poterne en de Hoge Maaspunttoren. Op muur en toren soldaten. De schoorstenen zijn mogelijk van de aardewerkfabriek Clermont & Chinay

Omstreeks het midden van de 17e eeuw was de poort dichtgemetseld. Uit het bestekboek nr. 192 van het Maastrichtse Stadsarchief blijkt dat de Waterpoort in 1714 (deels) werd afgebroken omdat ze te smal was voor het Maas kruisend verkeer, dat tijdens het herstel van de brug (de huidige Sint Servaasbrug) gebruik moest maken van een gierpont tussen de Onze-Lieve-Vrouwepoort en de Wycker Waterpoort. De poort werd weer opgebouwd met hetzelfde materiaal, maar nu met een doorrijbreedte van 12½ voet in plaats van 7¾. In 1774 werd het 'orgelhuisje' (waarin zich het valhek bevond) afgebroken. Tot omstreeks 1750 had de Waterpoort twee torens. In 1782 werd de poort opnieuw verbouwd. Vanaf de 18e eeuw staat de poort voornamelijk bekend onder de huidige naam.
Tot in het midden van de 19e eeuw werden hier nog schepen gelost en geladen. In 1890 werd de poort op bevel van het gemeentebestuur gesloopt, toen de Wycker stadsmuur langs de Maas werd verlaagd en de steunwal erachter afgegraven. Naar verluidt vond de sloop plaats om de rijweg naar de nieuwe directeurswoning van Victor Jaunez, directeur van de Société Céramique, te kunnen verbreden, maar feitelijk bestond er geen noodzaak. De Stedelijke Commissie voor het Behoud van Geschiedkundige Gedenkstukken alarmeerde de minister van Binnenlandse Zaken. Zeven jaar later moest de poort op bevel van het Rijk worden herbouwd. Het ontwerp was van Pierre Cuypers, die de historische poort verfraaide met enkele elementen in pseudo-middeleeuwse stijl.
Na de kortdurende Slag om Maastricht (10 mei 1940) staken de Duitsers op deze plaats de Maas over, aanvankelijk in rubberbootjes. Later op de dag werd een pontonbrug in gebruik genomen. In de vroege ochtend van 11 mei waren de door het Nederlandse grensbataljon opgeblazen verkeersbruggen voldoende hersteld om in gebruik te worden genomen voor de oversteek van de 4e Pantserdivisie en de 7e Luchtdivisie, waardoor de Duitse opmars in België en Frankrijk aanzienlijk werd versneld.
In 2007 werd de poort gerestaureerd, wat deels noodzakelijk was door de extra beveiliging van de Maaskades. Hierbij werd een trap in de poortopening aangelegd, die de verbinding met de Maas herstelt. Tevens werden twee tegels aangebracht met informatie over het monument.

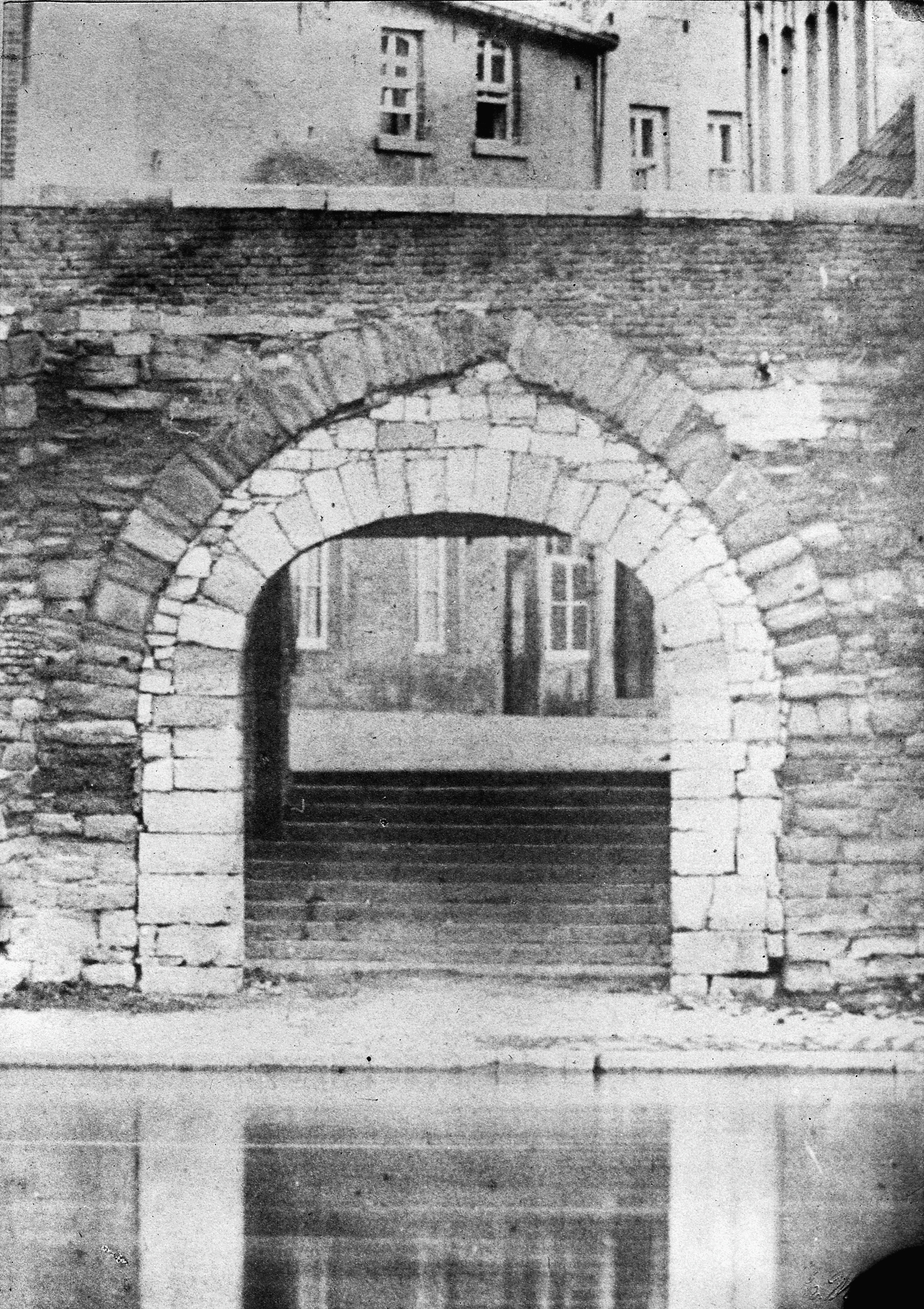
Oorspronkelijke poort (foto Th. Weijnen, ca. 1870)
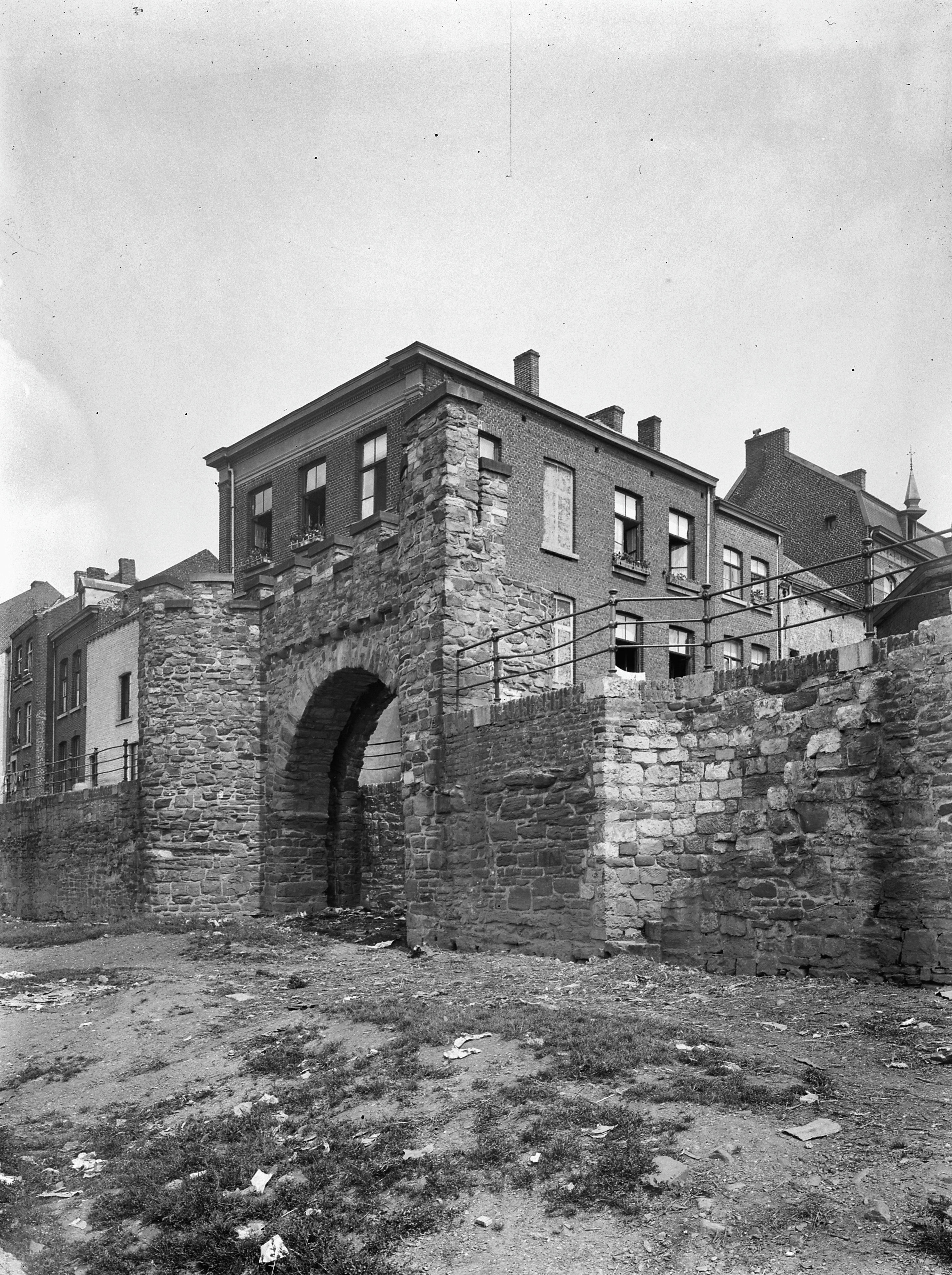
Maaszijde, na de herbouw; de aanwezigheid van een huis op de poort is een optische vertekening. (foto G. de Hoog, 1914)
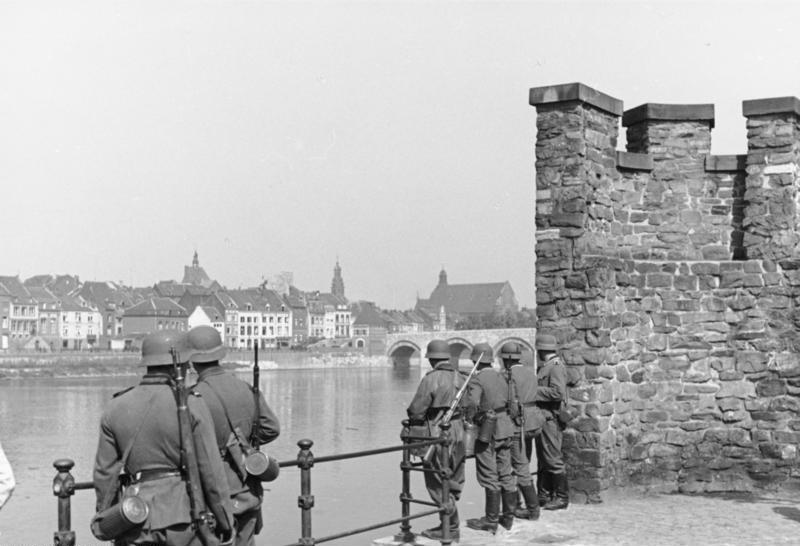
Duitse militairen wachten op de oversteek (10 mei 1940)
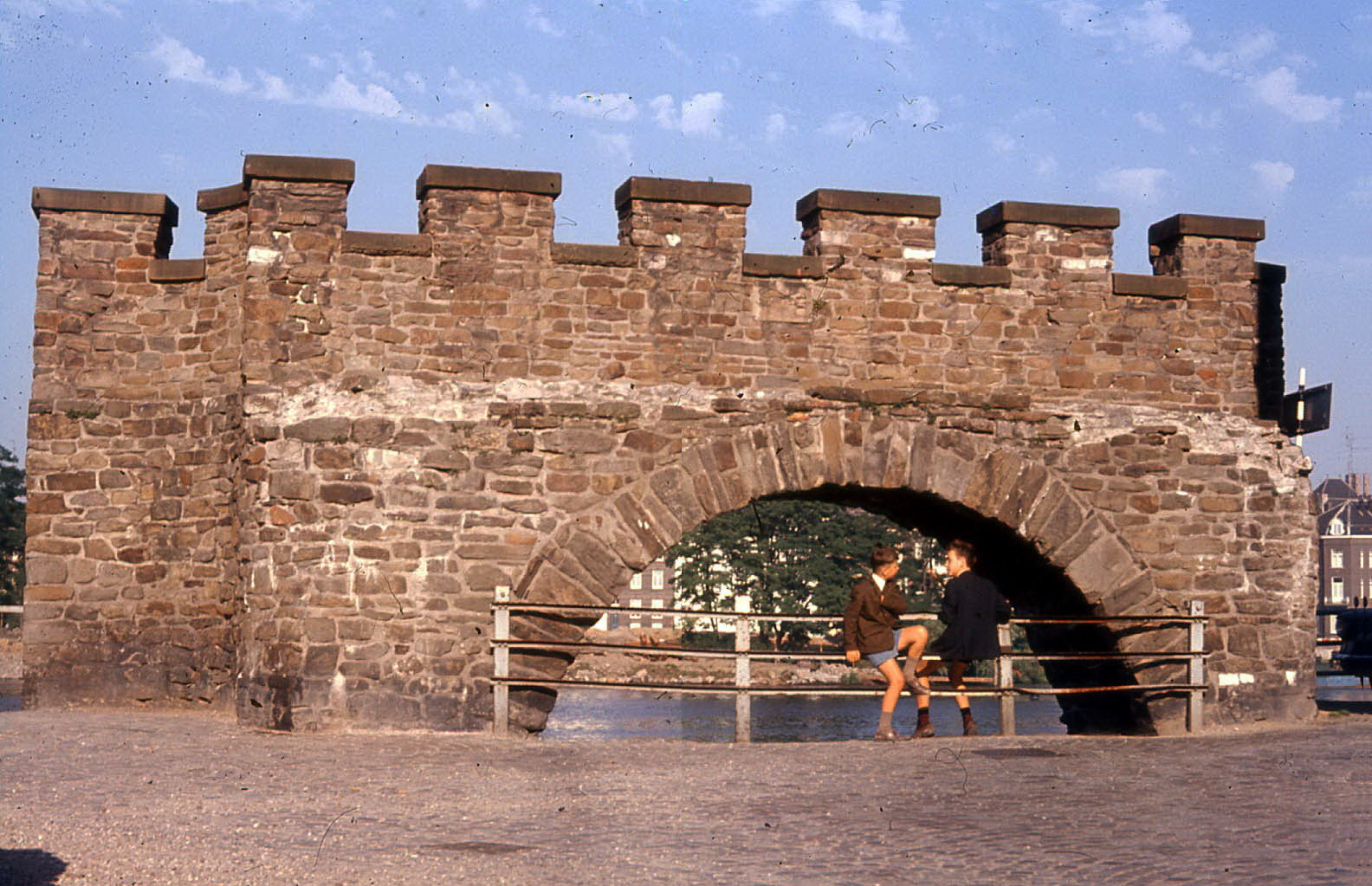
Met hekwerk afgesloten poortopening (1968)

## Beschrijving
De Wycker Waterpoort bestaat uit een dikke muur van kolenzandsteen waarin een circa 3,5 m brede, rondbogige poortopening is gemaakt. De poort is in 1897 iets teruggeplaatst ten opzichte van de kademuur. Mogelijk was dat ook de oorspronkelijke situatie. De aansluiting wordt gevormd door twee door Cuypers ontworpen torenachtige aanbouwsels, die echter slechts een kwart van een toren vormen en aan de stadszijde hol zijn. Het geheel is voorzien van kantelen, eveneens naar plannen van Cuypers, zonder historische referentie. Aan de stadszijde bevindt zich boven de poortopening een weergang, die echter niet toegankelijk is. In de poortopening bevindt zich sinds 2007 een trap van rode natuursteen, die eindigt in een uitzichtplatform, dicht bij het wateroppervlak. Daaromheen zijn ter bescherming grote Maaskeien gedeponeerd.
Enkele meters ten zuiden van de poort is een hardstenen trap in de kademuur aangebracht. Het is onbekend uit welke tijd die dateert. Nog verder naar het zuiden, iets ten noorden van de Maaspunttoren, bevindt zich een tweede, kleinere waterpoort, een dichtgemetselde poterne in de kademuur. Mogelijk is dit de waterpoort die vanaf 1851 door de aardewerkfabriek Clermont & Chinay, de voorloper van Société Céramique, werd gebruikt om grondstoffen voor de fabriek per schip aan te voeren en producten af te voeren.

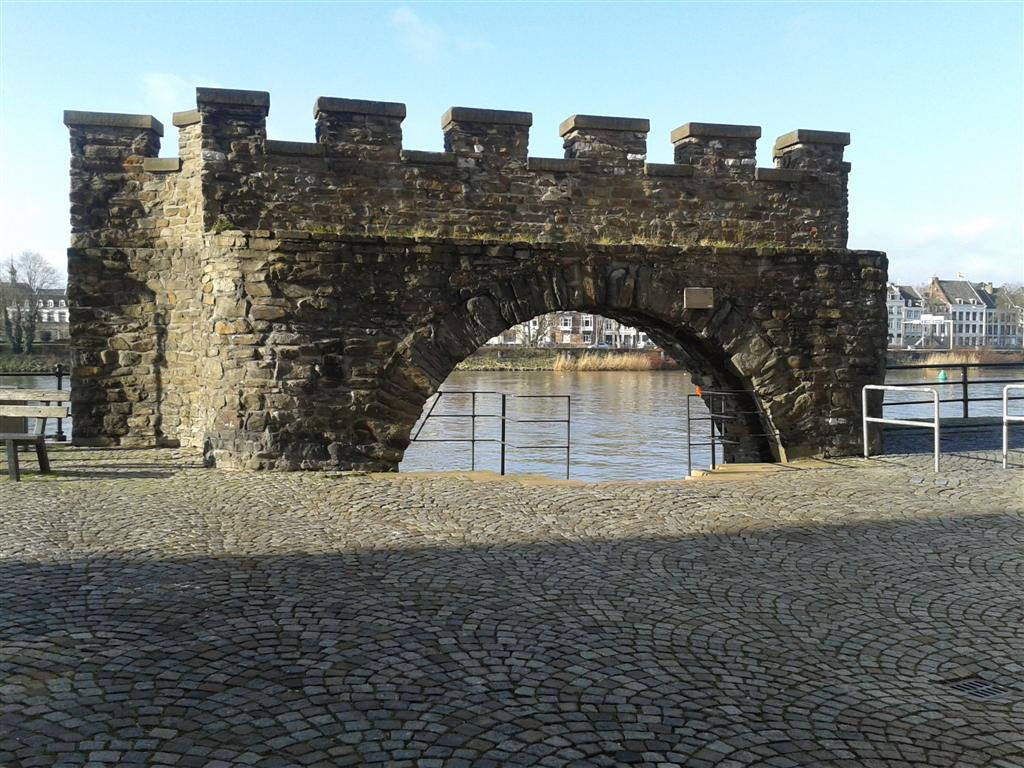
Stadszijde, gezien vanaf Waterpoort-Stenenwal
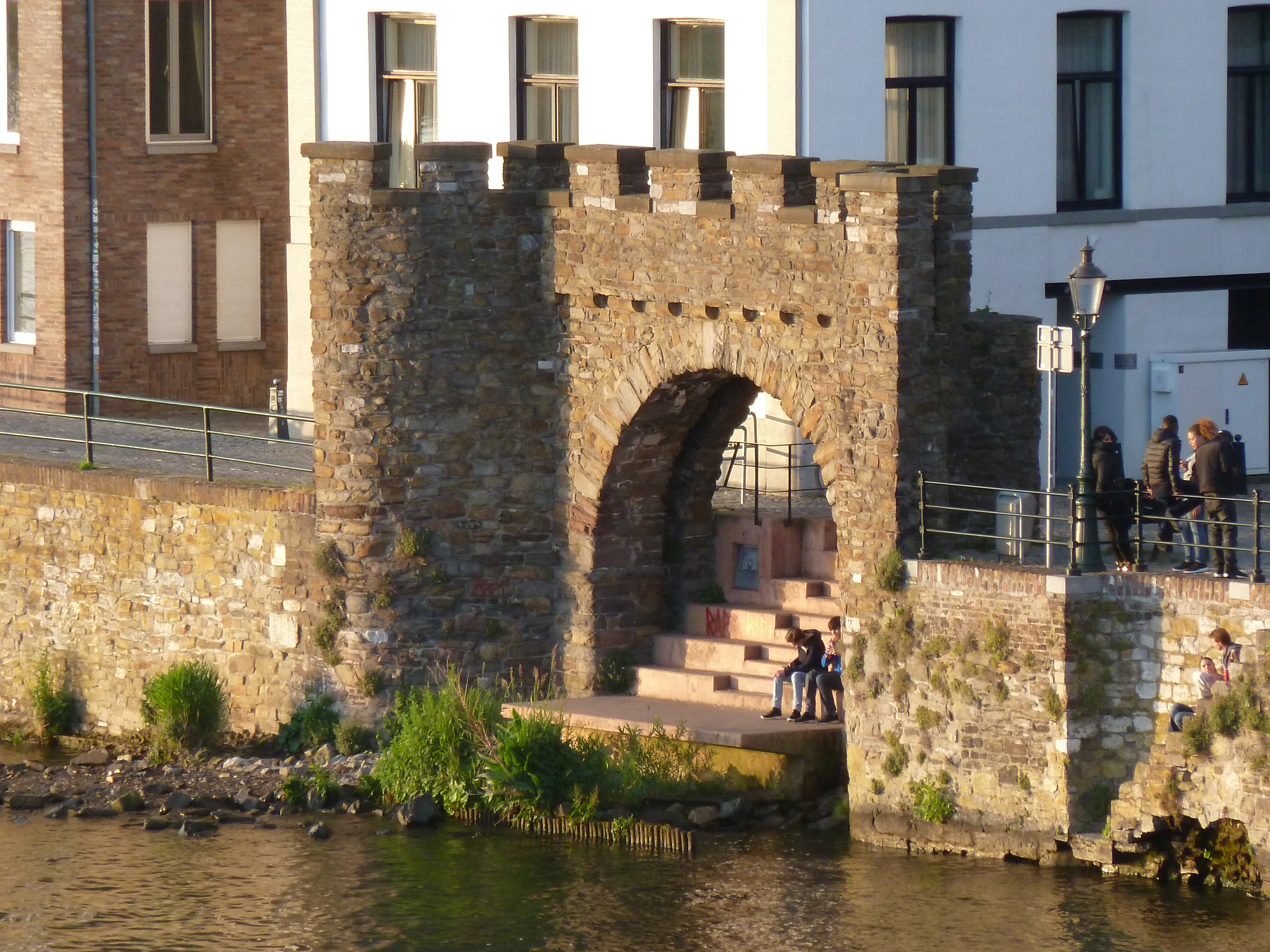
Maaszijde, gezien vanaf de Hoge Brug
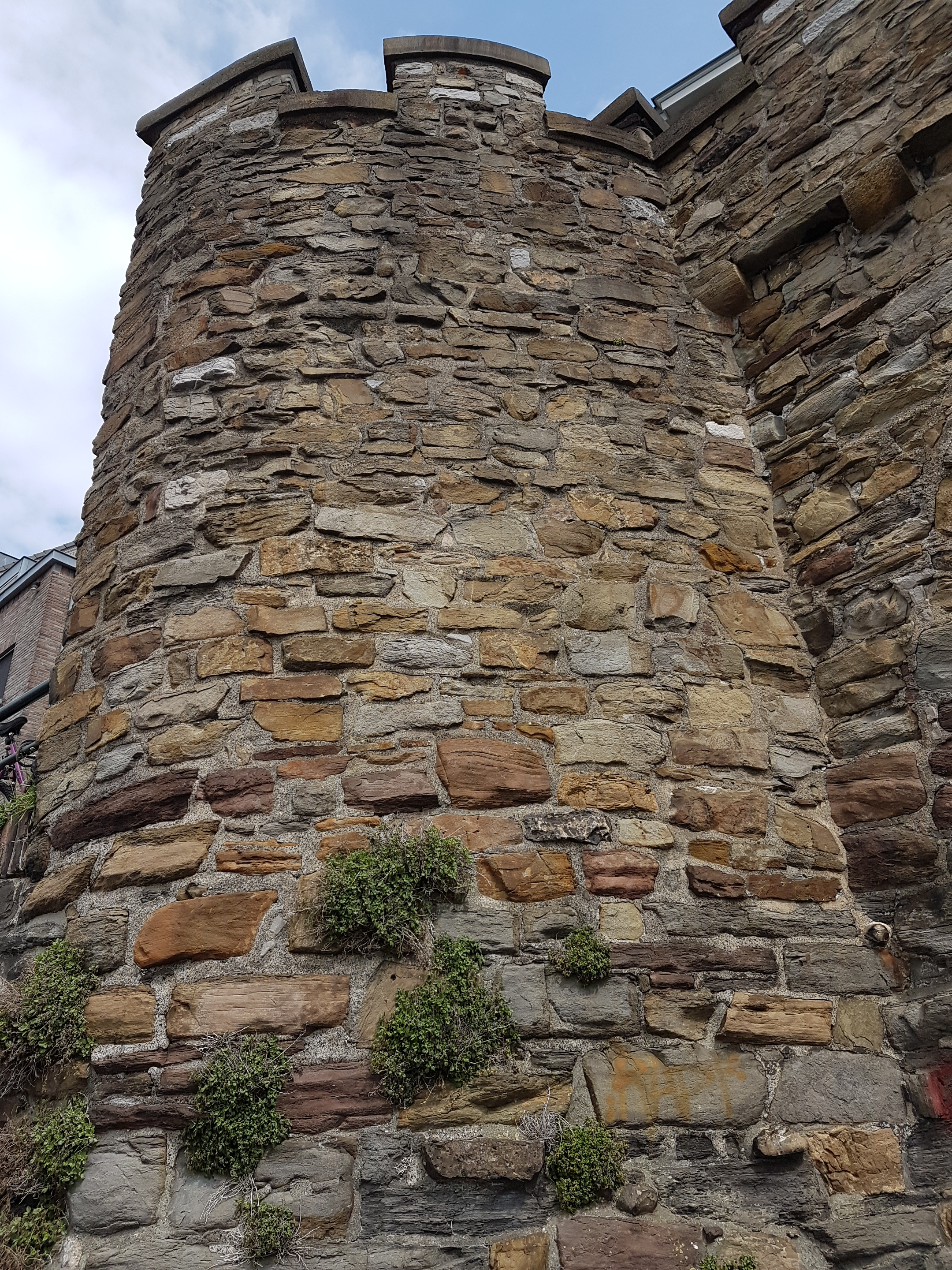
Maaszijde, torenachtige aanbouw noordzijde
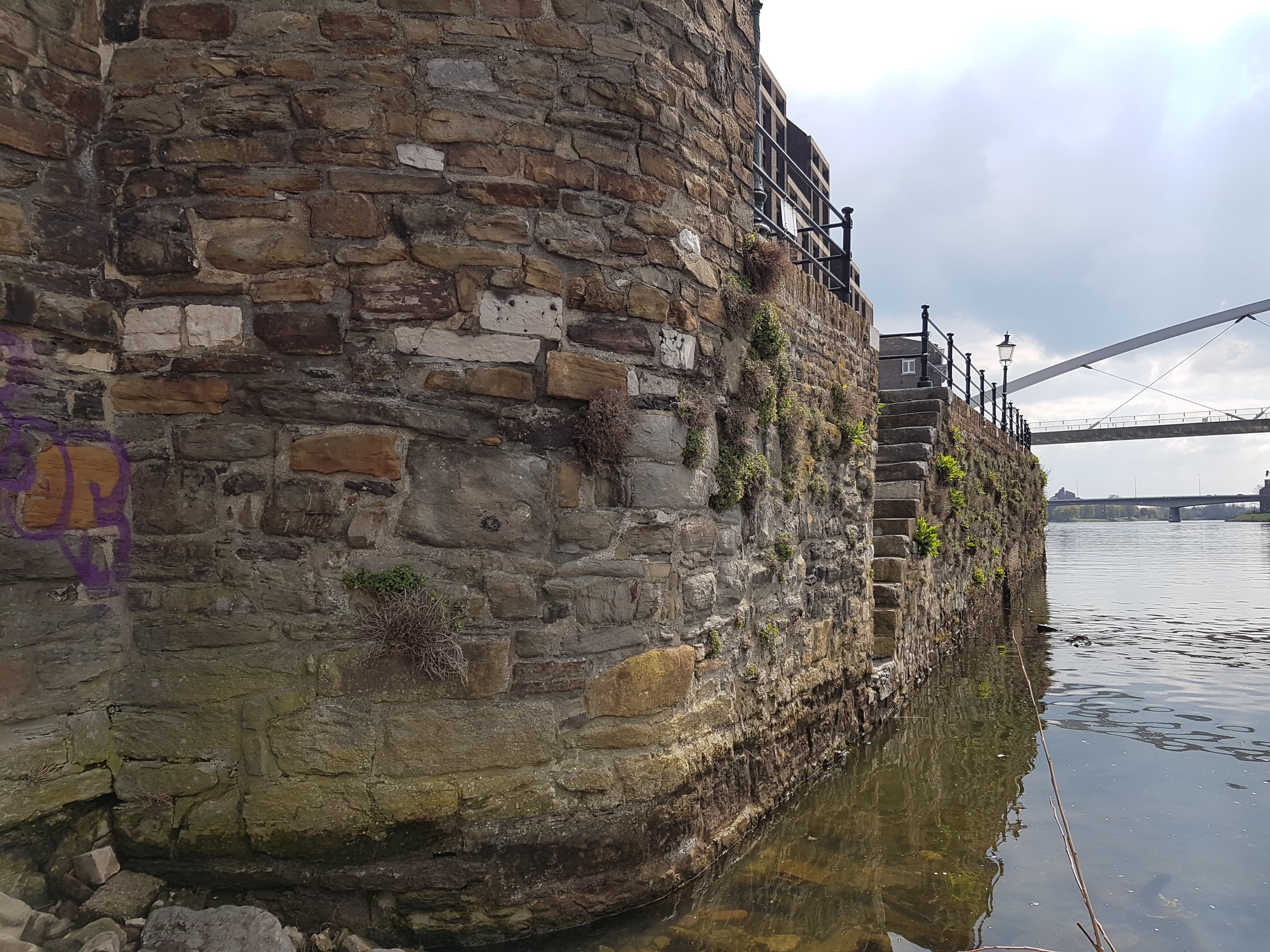
Idem, noordzijde met aansluitende muur en trap